# Gege Akutami
Gege Akutami (em japonês: 芥見下々; romaniz.: Akutami Gege; nascido em Iwate, Japão, em 26 de fevereiro de 1992) é um artista de mangá japonês, conhecido por seu trabalho Jujutsu Kaisen. Gege Akutami é um pseudônimo e o nome verdadeiro e o rosto do autor é desconhecido.

## Biografia
Gege Akutami nasceu na prefeitura de Iwate em 26 de fevereiro de 1992. Akutami mudou-se para Sendai, na prefeitura de Miyagi, na quinta série. Akutami começou a desenhar mangá imitando um amigo, o que os inspirou a se tornarem artistas profissionais de mangá. Akutami nomeou Tite Kubo como uma influência no seu trabalho, depois de ler Bleach na quarta série. Outras inspirações sãoHunter × Hunter, Neon Genesis Evangelion, entre outras obras. Em 2014, Gege Akutami começou a trabalhar como assistente de Yasuhiro Kanō em Kiss x Death.
Eles publicaram seu primeiro trabalho no mesmo ano, intitulado "Kamishiro Sōsa" (神代捜査), um capítulo one-shot publicado na revista Jump NEXT! vol. 2 da Shueisha em 7 de maio de 2014. Seu próximo trabalho foi No.9, com um capítulo one-shot publicado na Jump NEXT! vol. 2 em 1 de maio de 2015, e outro one-shot na 46.ª edição da Weekly Shōnen Jump em 10 de outubro de 2015. Akutami publicaria o one-shot "Nikai Bongai Barabarjura" (二界梵骸バラバルジュラ) na 44.ª edição de 2016 da Weekly Shōnen Jump, lançada em 3 de outubro de 2016. Este one-shot foi indicado para o 11.º concurso "Gold Future Cup" da revista. Em 2017, Akutami publicou Tokyo Metropolitan Curse Technical School (東京都立呪術高等専門学校, Tōkyō Toritsu Jujutsu Kōtō Senmon Gakkō), uma série de 4 capítulos que foi exibida na Jump GIGA de 28 de abril a 28 de julho de 2017. Esta série serviria mais tarde como um prólogo para seu próximo trabalho, Jujutsu Kaisen, sendo retroativamente intitulado como Jujutsu Kaisen 0. Akutami iniciou a publicação de Jujutsu Kaisen na 14.ª edição de 2018 da Weekly Shōnen Jump, lançada em 5 de março de 2018.

## Obras
- Kamishiro Sousa (神代捜査) (2014) — One-shot publicado na Shōnen Jump Next!.[15]
- No.9 (2015) — One-shot publicado na Shōnen Jump Next!.[16]
- No.9 (2015) — One-shot publicado na Weekly Shōnen Jump.[17]
- Nikai Bongai Barabarujura (二界梵骸バラバルジュラ) (2016) — One-shot publicado na Weekly Shōnen Jump.[18]
- Tokyo Metropolitan Curse Technical School (東京都立呪術高等専門学校, Tōkyō Toritsu Jujutsu Kōtō Senmon Gakkō) (2017) — Serializado na Jump GIGA.[11][12]
- Jujutsu Kaisen (呪術廻戦) (2018–2024) — Serializado na Weekly Shōnen Jump.[14]

## Prêmios
Em 2016, o one-shot Nikai Bongai Barabarujura de Akutami foi nomeado para o 11.º concurso Gold Future Cup da Weekly Shōnen Jump. Em 2019, seu mangá Jujutsu Kaisen foi indicado para o 65.º Prêmio de Mangá Shogakukan na categoria shōnen. Akutami é o vencedor do grande prêmio de 2020 por Jujutsu Kaisen no Mando Kobayashi, o programa mensal de variedades de mangá de Kendo Kobayashi, onde os vencedores são selecionados de acordo com seu gosto pessoal. Em 2021, Jujutsu Kaisen de Akutami foi listado como indicado para o 25.º Prémio Cultural Osamu Tezuka.